# Apel in čevljar
Apel in čevljar (tudi Apel podobo na ogled postavi) je sonet, ki ga je napisal France Prešeren. Sestavljen je iz 4 kitic. Dve kitici imata 4 verze, dve pa 3 verze. Prešeren se v pesmi norčuje iz cenzorja Jerneja Kopitarja. Prešeren z zadnjim verzom "rekoč : Le čevlje sodi naj Kopitar" pove, naj vsak kritizira tisto, na kar se spozna.

## Besedilo
Apel podobo na ogled postavi,

ker bolj resnico ljubi kakor hvalo,

zad skrit vsevprek posluša, kaj zijalo

neumno, kaj umetni od nje pravi.

Pred njo s kopiti čévljarček se ustavi;

ker ogleduje smôlec obuvalo,

jermenov, meni, da ima premalo;

kar on očita, koj Apel popravi.

Ko pride drugi dan spet mož kopitni,

namest' da bi šel dalj po svoji poti,

ker čevlji so pogodu, méč se loti;

zavrne ga obraznik imenitni

in tebe z njim, kdor náp'čen si očitar

rekoč: »Le čevlje sodi naj Kopitar!«